# Moselbrück
Moselbrück è una serie televisiva  tedesca prodotta da SWF e ORF e trasmessa dal 1987 al 1993 dall'emittente ARD.  Interpreti principali sono Liane Hielscher, Jocelyne Boisseau, Bernd Seebacher, Christoph Engen, Hans Putz Jr., Margot Leonard e Peter Lieck.
La serie si compone di 3 stagioni, per un totale di 30 episodi (10 per stagione) della durata di 48-50 minuti ciascuno, più un episodio speciale intitolato Hanna und ihre Männer. Il primo episodio, intitolato Schwieriges Erbe venne trasmesso in prima visione il 2 gennaio 1987; l'ultimo, intitolato Entscheidungen, venne trasmesso in prima visione il 14 luglio 1984.

## Trama
Dopo la morte del marito Roland, Hanna Zerfass eredita la conduzione della Moselbrück, la tenuta e azienda vinicola da 300 anni di proprietà della famiglia. La donna si ritrova però a capo di un'azienda che, a causa dei bassi prezzi di vendita dei vini, è ora sommersa dai debiti e non può nemmeno contare sull'aiuto dei figli Gunther e Michèle o di Martin, il figlio nato dal primo matrimonio di Roland, in quanto non sembrano essere interessati a essere coinvolti nell'attività di famiglia.
Nel frattempo, Hanna ritrova l'amore tra le braccia del Dottor Werner Jentsch.

## Personaggi e interpreti
- Hanna Zerfass, interpretata da Liane Hielscher, proprietaria di Moselbrück[1][2][3][6]
- Gunther Zerfass, interpretato da Christoph Engen: è il figliastro di Hanna, nato dal primo matrimonio del marito Roland[1][2]
- Elfriede Zerfass, interpretata da Margot Leonard: è la prima moglie di Roland Zerfass[1]
- Dottor Werner Jentsch, interpretato da Peter Lieck: è il nuovo compagno di Hanna[1][2]
- Ursula Jentsch, interpretata da Ursula Heyer: è l'ex-moglie di Werner[1][2]

## Produzione
- La serie è stata girata a Ürzig, in Renania-Palatinato[9]

## Episodi
| Stagione         | Puntate | Prima TV Germania | Prima TV Italia |
| ---------------- | ------- | ----------------- | --------------- |
| Prima stagione   | 10      | 1987              | inedita         |
| Seconda stagione | 10      | 1990              | inedita         |
| Terza stagione   | 10      | 1992              | inedita         |